# František Lobkowicz (genealog)
František Lobkowicz (9. srpna 1927 Praha – 15. dubna 1998 Praha) byl potomek českého šlechtického rodu Lobkowiczů (dolnobeřkovické větve).

## Život

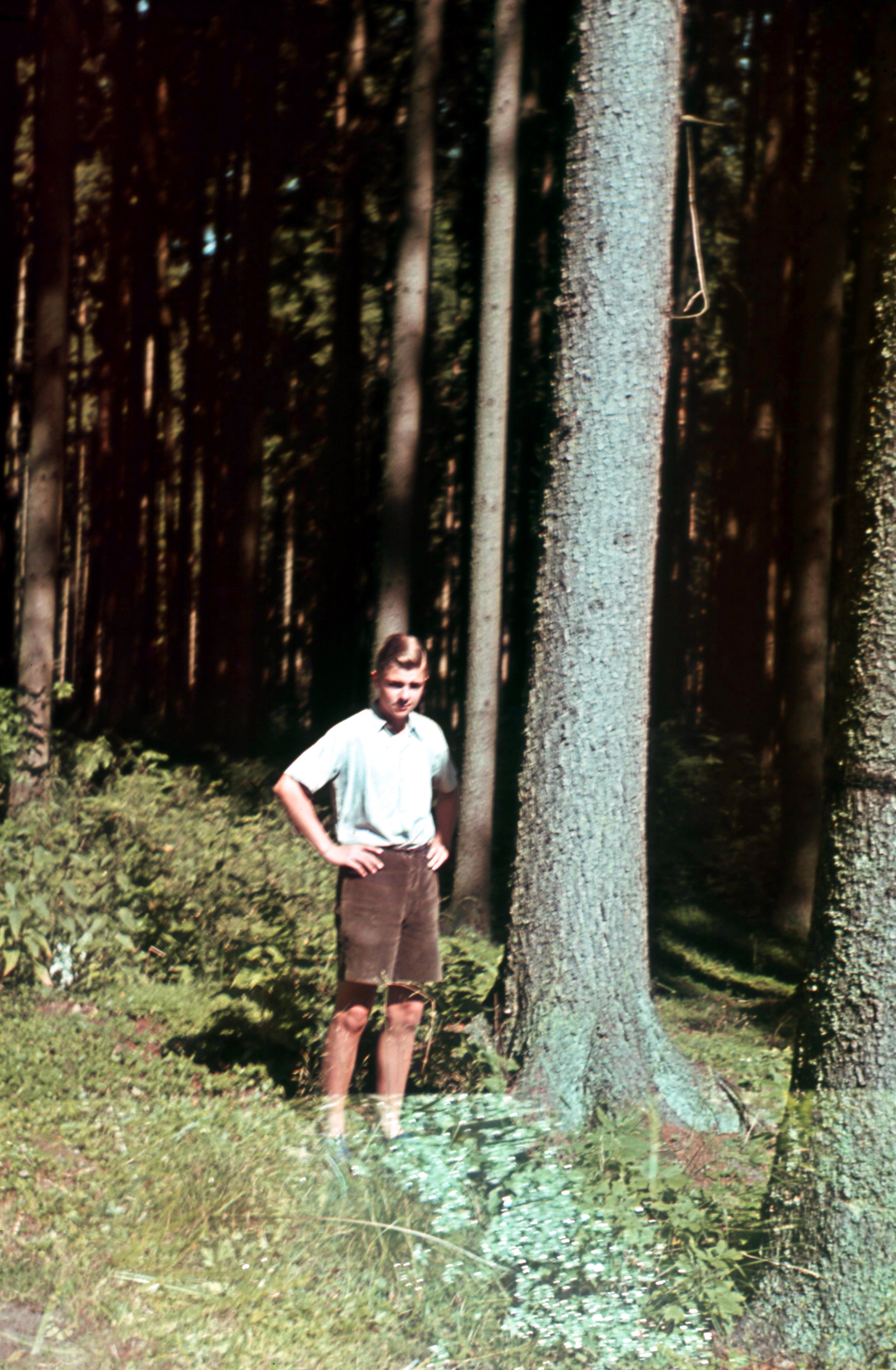
František Lobkowicz, Rozsíčky, cca 1943

Narodil se 9. srpna 1927 v Praze jako Maria František de Paula Mořic Josef Leonhard Wolfgang František z Assisi Romanus Maurentius Pius Kaspar princ Lobkowicz. Jeho rodiči byli Mořic Lobkowicz a Gisela Helena z Lobkowicz, vdova po Mořicově starším bratru Josefovi, rozená hraběnka Silva-Tarouca, dcera zakladatele Průhonického parku. V mládí byl členem katolického spolku Legio Angelica a nejprve člen, posléze vedoucí ve skautském středisku Mawadani v Praze. Jeho činnost (a dalších skautů) připomíná pamětní deska na skautské klubovně v Praze 5. V roce 1945 byl nuceně nasazený na budování zákopů na Moravě, odkud se mu podařilo uprchnout a do konce války se skrýval u Huga Strachwitze, staršího bratra svého švagra Bedřicha Strachwitze na zámku ve Zdounkách. Zde byl svědkem osvobození Zdounek rumunskou armádou.
V roce 1947 se zapsal na právnickou fakultu Univerzity Karlovy v Praze a v roce 1948 přestoupil na lékařskou fakultu. V roce 1949 dostal povolávací rozkaz do čs. armády k PTP (Pomocný technický prapor), kde strávil dva roky. Po skončení studií pracoval jako lékař virolog na hygienicko-epidemiologické stanici.

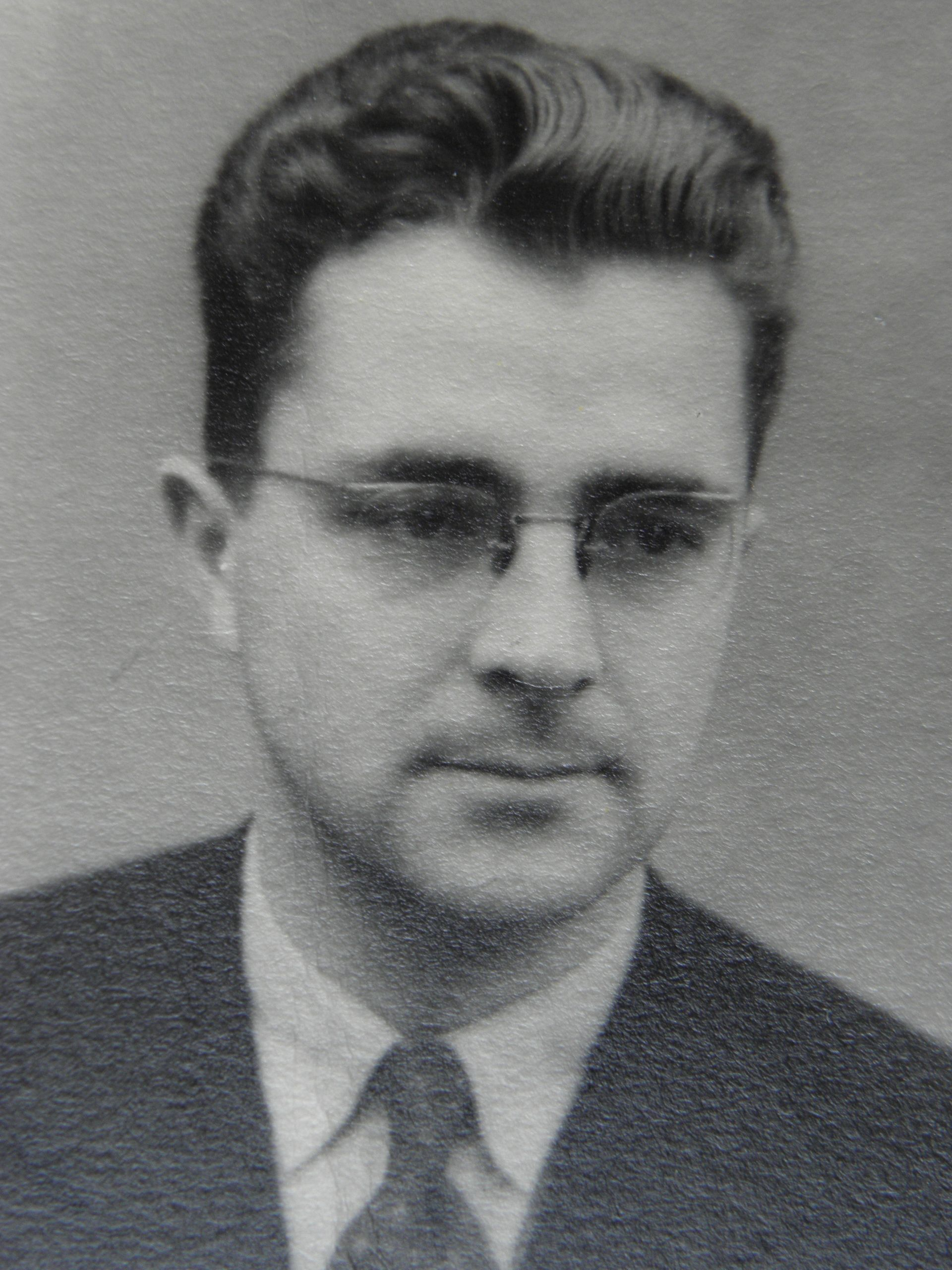
František Lobkowicz (1927–1998) v mládí

Po roce 1989 se stal předsedou Výboru křesťanské pomoci a pracovníkem katolické Charity. Byl členem Suverénního řádu Maltézských rytířů a náměstkem velkopřevora.
Celý život se zabýval genealogií a faleristikou. Zpracoval podrobný rodokmen rodu Lobkoviců. Z manželství s Hanou měl dcery Janu (20. 10. 1953 Praha – 19. 12. 1969 Rokycany) a Marii Leopoldinu (* 26. 4. 1959 Praha) a syna Michala (* 20. 7. 1964 Praha); ten byl v letech 1992–2002 český poslanec a ministr obrany.
František z Lobkowicz je pohřben v rodinné hrobce v Cítově.

### Dílo
- LOBKOWICZ, František. Zlaté rouno v Zemích Českých, Zvláštní otisk ze zpravodaje Heraldika a genealogie, ročník XXIV/4-1991, strany 181-281. Praha: Klub pro českou heraldiku a genealogii, 1995.
- LOBKOWICZ, František. Encyklopedie řádů a vyznamenání. Praha: Libri, 1995. 238 s. ISBN 80-901579-9-8. S. 195.

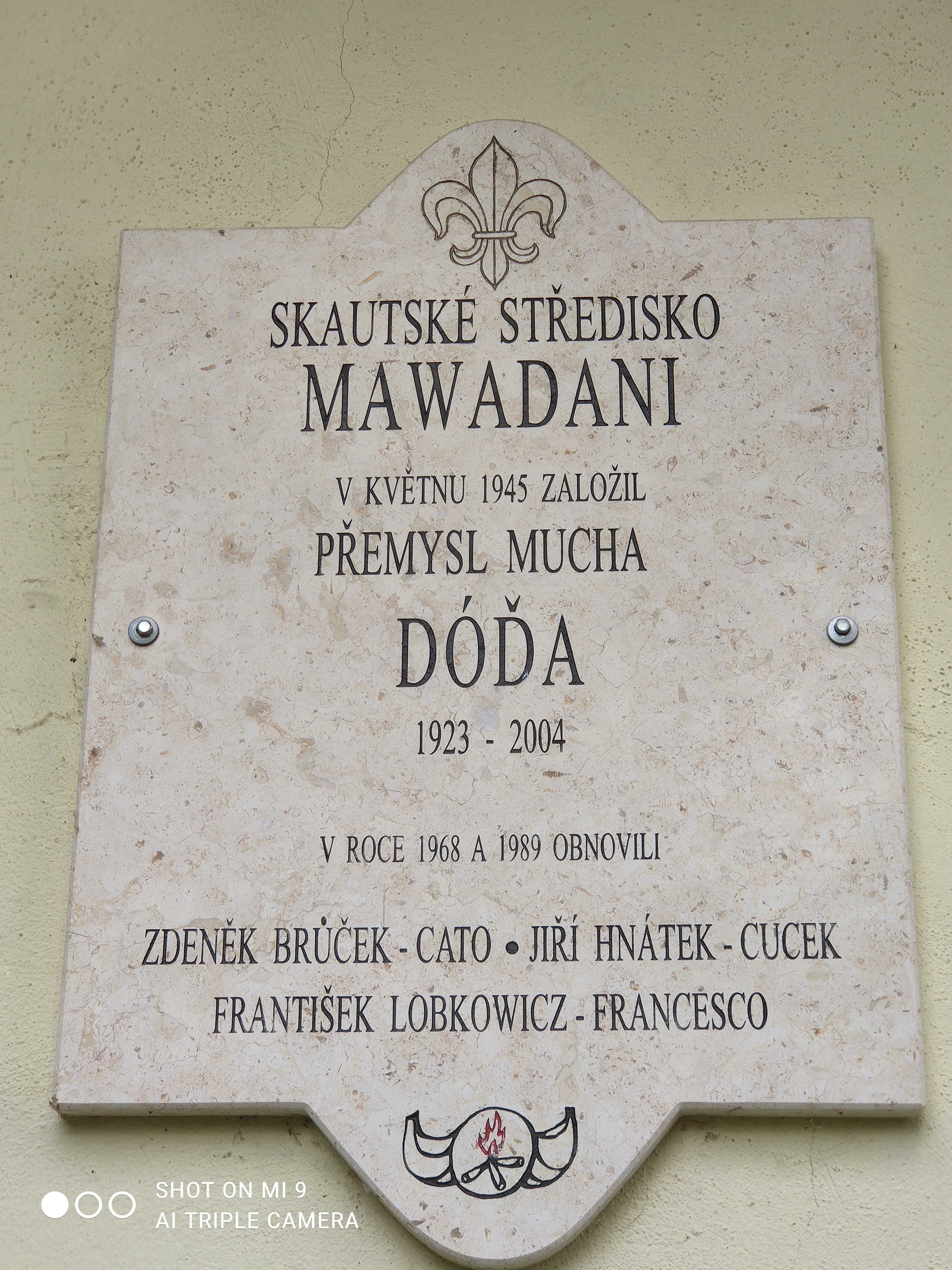
Pamětní deska připomínající založení a obnovení skautského střediska Mawadani na Okrouhlíku v Praze 5